# Tordatúr község
Tordatúr község (románul: Comuna Tureni) község Kolozs megyében, Romániában. Központja Tordatúr, beosztott falvai Komjátszeg, Mikes, Pusztacsán, Pusztaszentmárton. 2008 óta Kolozsvár metropolisztérség része.

## Fekvése
Az Erdélyi-medence északnyugati részén helyezkedik el a Feleki-dombságon, Kolozsvártól 20, Tordától 10 kilométerre. Szomszédos községek: északon és északkeleten Ajton, délen és délkeleten Magyarpeterd, nyugaton és délnyugaton Csürülye, északnyugaton Erdőfelek, keleten és délkeleten Szind.

## Népessége
1850-től a népesség alábbiak szerint alakult:
| Lakosok száma | 3160 | 3467 | 4113 | 4378 | 5081 | 3909 | 2735 | 2585 | 2278 | 2264 |
|               | 1850 | 1880 | 1900 | 1920 | 1941 | 1977 | 1992 | 2002 | 2011 | 2021 |

A 2011-es népszámlálás adatai alapján a község népessége 2278 fő volt, melynek 64,35%-a román, 24,67%-a magyar és 7,55%-a roma.. Vallási hovatartozás szempontjából a lakosság 60,45%-a ortodox, 9,79%-a református, 9,7%-a unitárius, 5,62%-a Jehova tanúja, 4,92%-a pünkösdista és 4,65%-a római katolikus.

## Nevezetességei
A község területéről az alábbi épületek szerepelnek a romániai műemlékek jegyzékében:
- a mikesi Szentlélek alászállása templom (CJ-II-m-B-07710)

Országos jelentőségű természetvédelmi terület a Túri-hasadék.

## Híres emberek
- Tordatúron születtek Józan Miklós (1869–1946) unitárius püspök, költő, műfordító és Finta Gerő (1889–1981) költő, műfordító.